# Boone (Iowa)
Boone é uma cidade localizada no estado americano de Iowa, no Condado de Boone.

## Demografia
Segundo o censo americano de 2010, a sua população era de 12 661 habitantes. Em 2019, foi estimada uma população de 12 384 habitantes.

## Geografia
De acordo com o Departamento do Censo dos Estados Unidos, tem uma área de 23,36 km², dos quais 23,36 km² cobertos por terra e 0,0 km² cobertos por água.

## Localidades na vizinhança
O diagrama seguinte representa as localidades num raio de 24 km ao redor de Boone.